# Sumber Sari (Bayung Lencir)
Sumber Sari is een bestuurslaag in het regentschap Musi Banyuasin van de provincie Zuid-Sumatra, Indonesië. Sumber Sari telt 2482 inwoners (volkstelling 2010).